# Melgar de Tera
Melgar de Tera település Spanyolországban,  Zamora tartományban. Melgar de Tera Ferreras de Abajo és Vega de Tera községekkel határos. Lakosainak száma 351 fő (2024).

## Népesség
A település népessége az utóbbi években az alábbiak szerint változott:
| Lakosok száma | 586  | 530  | 478  | 457  | 423  | 433  | 390  | 373  | 344  | 351  |
|               | 2001 | 2004 | 2007 | 2009 | 2012 | 2014 | 2017 | 2019 | 2022 | 2024 |